# زمین‌لرزه ۱۹۰۹ تایوان
زمین‌لرزه تایوان  در تاریخ ۱۴ آوریل ۱۹۰۹ میلادی، برابر با ‎۲۵ فروردین ۱۲۸۸، ساعت ۱۹:۵۳:۴۲ به زمان یوتی‌سی در تایوان رخ داد. ژرفای این زلزله ۵ کیلومتر بود. بزرگی آن ۷٫۱ در مقیاس mB اعلام شده‌است. زمین‌لرزه به وقت محلی در روز پنج‌شنبه، ساعت ۳ روی داده و منطقه زمانی آن یوتی‌سی +۸ بوده‌است .
سازمان زمین‌شناسی آمریکا نیز جای این زمین‌لرزه را در مختصات ۲۵°۰۰′شمالی ۱۲۱°۳۰′شرقی / ۲۵°شمالی ۱۲۱٫۵°شرقی و بزرگی آنرا برابر با ۷٫۳ در مقیاس ریشتر اعلام کرده‌است. 
شمار کشتگان زلزله حدود ۹ نفر بوده‌است. تعداد زخمیان ۵۱ نفر برآورده شده‌است. 